# Wochenende
Der Begriff Wochenende (abgekürzt WE) bezeichnet im Allgemeinen den Zeitraum zwischen dem Abschluss einer üblichen Arbeitswoche und dem Beginn der neuen Arbeitswoche. Wenn ein Feiertag oder ein arbeitsfreier Tag auf einen Freitag oder Montag fällt, spricht man auch von einem „langen“ oder von einem „verlängerten“ Wochenende.

## Geschichte

### Weekend
Das Wort Wochenende tauchte im frühen 20. Jahrhundert als Übersetzung des englischen Wortes weekend auf. Gebräuchlich war dieser Begriff in England seit Einführung des freien Samstagnachmittags in der ersten Hälfte des 19. Jahrhunderts geworden, politisch durchgesetzt von Lord Shaftesbury. In der Londoner Tageszeitung The Times taucht der Begriff erstmals 1830 in einer Kleinanzeige und dann verstärkt ab 1833 auf. Weekend wurde von vielen Sprachen als Fremdwort oder als Lehnwort übernommen, zum Beispiel ins Französische, wo das Wochenende week-end heißt.
Die als fortschrittlich geltende Fachzeitschrift für Autofahrer Der Herrenfahrer betitelte in ihrer ersten Ausgabe 1924 einen Reisebericht mit „Weekend um Berlin“:

„Weekend – bleiben wir bei dem englischen Wort: der Engländer hat es, der Deutsche muß es erst lernen – bedeutet lebendiges Ausruhen. Erholung nicht durch Untätigkeit, die ein negatives Vorzeichen hat und für den, der das Leben bejaht, der Langeweile gleichzusetzen ist, sondern durch Ausübung einer anderen Tätigkeit, als die Werktage verlangen. Werktagsarbeit ist gebunde Tätigkeit zur Erzielung wirtschaftlichen Nutzens, Weekendruhe ist freie Tätigkeit, die von jedem wirtschaftlichen Nutzeffekt bewußt absieht, und auf die Erfüllung der Muße mit reinen Lebenswerten gerichtet ist. Wundervollstes Instrument zur Weekendfreude ist das Automobil. Es bedeutet das sanfte, reibungsfreie Sichloslösen von der Wochenpflicht.“

### Sonntag als Feier- und Ruhetag
Christen sehen den Sonntag als den ersten Tag der Woche an, da Jesus Christus „am frühen Morgen des ersten Wochentages“ (Mk 16,9 ) von den Toten auferstanden sei. Während das Judentum den Sabbat als Ruhetag Gottes nach der Erschaffung der Welt feiert, versammeln sich die Christen am Sonntag. Bereits in der alten Kirche feierte man am ersten Tag der Woche die Eucharistie. Der Kirchenvater Justin der Märtyrer schrieb in seiner ersten Apologie: „Am Sonntag kommen wir alle zusammen, weil er der erste Tag ist, an welchem Gott aus der Finsternis den Urstoff gezogen und die Welt erschaffen hat, und weil Jesus Christus, unser Erlöser, an diesem Tage von den Toten auferstanden ist“. Nachdem das Christentum Staatsreligion geworden war, wurden die alttestamentlichen Vorschriften über die Heiligung des Sabbats als Ruhetag auf den Sonntag übertragen.
Alle abrahamitischen Religionen haben einen Tag in der Woche, an dem die Arbeit ruhen soll. Im Islam ist der Freitag der wöchentliche Feiertag, an dem das Mittagsgebet in der Gemeinschaft verrichtet wird und der Prediger zur Gemeinde spricht.
Seit der Übernahme der Wochentagszählung nach ISO 8601 durch die UNO im Jahre 1978 wird jedoch in den Kalendern weltweit überwiegend der Sonntag als der siebte Tag gezählt. Der Samstag gehört im Allgemeinen zum Wochenende, da er in vielen Branchen arbeitsfrei ist.

## Recht

### Deutschland
Der Rechtsbegriff Wochenende wird in Deutschland nicht rechtsbegrifflich definiert. Vielmehr wird er vorausgesetzt und vom Gesetzgeber unter anderem verwendet
- im Apothekengesetz – § 14 Abs. 7 Satz 2
- in der Erholungsurlaubsverordnung – § 12 Abs. 1
- im Familienrecht – Das Recht des nicht sorgeberechtigten Elternteils, seine Kinder zu sehen, wird oft auf einzelne Wochenenden und wenige Ferienwochen begrenzt. Meist erhält der Elternteil das Recht, seine Kinder an zwei Wochenenden jedes Monats zu sich auf Besuch zu nehmen. Unklar kann diesbezüglich sein, ob das Wochenende nun bereits am Freitagabend oder erst am Samstagmorgen beginnt. Vereinzelt bestimmen Gerichtsentscheide dies im Dispositiv gleich mit. Jüngere Entscheide stellen auf die herrschende Praxis ab: Da das Wochenende für die meisten bereits ab Freitagabend beginnt, sei dies auch für das Besuchsrecht anzuwenden.

Der Montag ist seit dem 1. Januar 1976 in der Bundesrepublik Deutschland als Wochenbeginn genormt (EN 28601, ISO 8601 und DIN 1355); in der DDR trat diese Änderung bereits 1969 in Kraft. Folglich beginnt das erste Wochenende eines Monats mit dem ersten Samstag. Dies auch unter Berücksichtigung der Tatsache, dass der Samstag als Werktag gilt.

### Islamische Staaten
In vielen islamisch geprägten Staaten ist der Freitag arbeitsfrei, wobei die Regelungen von Land zu Land und manchmal sogar innerhalb eines Landes für Angehörige verschiedener Religionsgemeinschaften unterschiedlich sind. Bei der Ausweitung der Arbeitsruhe auf ein Wochenende wurde in einigen Staaten des Nahen Ostens der Donnerstag arbeitsfrei (unter anderem in Saudi-Arabien vor dem 29. Juni 2013). Die meisten Staaten haben statt des Donnerstags den Samstag arbeitsfrei gemacht (unter anderem Ägypten, Algerien, Syrien und die Vereinigten Arabischen Emirate). Der Wechsel vom arbeitsfreien Donnerstag auf einen arbeitsfreien Samstag wurde  damit begründet, auf internationaler Ebene vier statt drei gemeinsamer Werktage mit der nicht-islamischen Welt zu gewinnen.

### Abweichende Regelungen
- Im Sultanat Brunei-Darussalam sind Freitag und Sonntag arbeitsfrei. Am Samstag wird gearbeitet, wenn auch manchmal nur halbtags.
- In Malaysia gibt es regional unterschiedliche Regelungen: In Johor, Kedah, Kelantan und Terengganu sind Freitag und Samstag arbeitsfrei, in den anderen Regionen aber Samstag und Sonntag.
- In Tunesien und im Libanon gelten, wie in westlichen Ländern, Samstag und Sonntag als Wochenende. Am Freitag gibt es eine Arbeitspause für diejenigen, die das Mittagsgebet in der Moschee besuchen wollen.
- In Indien muss nach dem Weekly Holiday Act von 1942 jedes Geschäft einen Tag in der Woche geschlossen bleiben, der Inhaber darf jedoch den Wochentag selbst wählen.

## Feiertage am Wochenende

### Nachgeholte und vorgefeierte Feiertage
Manche Feiertage fallen per se immer auf einen Sonntag. In einigen Ländern werden Feiertage, wenn sie auf einen Sonntag oder Samstag fallen, in der folgenden Woche „nachgeholt“, zuweilen auch auf den Freitag vorverlegt.
In den Vereinigten Staaten wurden 1971 durch den Uniform Monday Holiday Act Präsident Nixons fünf gesetzliche Feiertage auf einen Montag gelegt, um den US-Bürgern ein langes Wochenende zu verschaffen:
- George Washington’s Birthday: 3. Montag im Februar
- Memorial Day: letzter Montag im Mai
- Labor Day: 1. Montag im September (in den meisten Ländern feiert man den Tag der Arbeit am 1. Mai)
- Columbus Day: 2. Montag im Oktober
- Veterans Day: 4. Montag im Oktober

Am 3. Montag im Januar feiert man darüber hinaus den Martin Luther King, Jr. Day (statt am 15. Januar), dieser Feiertag existierte aber bei der Einführung des Gesetzes noch nicht.
Einige Feiertage im Vereinigten Königreich werden Montags nachgeholt, sollten sie auf ein Wochenende fallen. Dies betrifft z. B.
- New Year's Day: Neujahr
- Christmas Day und Boxing Day: die Weihnachtsfeiertage

Die Bank-Holidays fallen per Definition immer auf einen Montag:
- Early May Bank Holiday: Erster Montag im Mai
- Spring Bank Holiday: Letzter Montag im Mai
- Summer Bank Holiday Schottland: erster Montag im August, England und Wales: letzter Montag im August

### Deutschlandweite Feiertage, die 2025–2029 auf das Wochenende fallen
Die folgenden bundesweiten Feiertage fallen 2025–2029 auf das Wochenende und werden nicht vorgefeiert oder nachgeholt. Je nach Bundesland können noch weitere Feiertage hinzukommen. Feiertage, die immer auf das Wochenende fallen, wie Oster- und Pfingstsonntag, bleiben hier unberücksichtigt.
- 2025: keine bundesweiten Feiertage
- 2026: Tag der Deutschen Einheit (03.10.), 2. Weihnachtsfeiertag (25.12.) (beide: Samstag)
- 2027: Tag der Arbeit (01.05., Samstag), Tag der Deutschen Einheit (03.10., Sonntag), Weihnachtsfeiertage (25./26.12., Samstag/Sonntag)
- 2028: Neujahr (01.01., Samstag)
- 2029: keine bundesweiten Feiertage

## Verlängertes Wochenende

### Durch 4-Tage-Arbeitswoche
Ein verlängertes Wochenende kann sich auch durch eine 4-Tage-Woche ergeben. Wenn die 4 Arbeitswochentage vertraglich festgeschrieben sind (z. B. Montag bis Donnerstag), kann in Deutschland der Arbeitgeber den Arbeitnehmer nicht dazu auffordern, einen Feiertag, der in diese Tage fällt, an seinem arbeitsfreien Tag nachzuholen. Allerdings wird auch ein Feiertag, der auf den arbeitsfreien Tag des Arbeitnehmers fällt, nicht ausgeglichen und nicht bezahlt. Das heißt, z. B. für einen Arbeitnehmer, der freitags immer arbeitsfrei hat, ist der Karfreitag ein verlorener Feiertag, aber wegen des Ostermontags muss er in der Folgewoche nur 3 statt 4 Tage arbeiten.

### Durch Feiertage
Wenn ein Feiertag oder ein arbeitsfreier Tag auf einen Freitag oder Montag fällt (das trifft z. B. immer für Karfreitag, Ostermontag und Pfingstmontag zu), spricht man auch von einem „langen“ oder von einem „verlängerten“ Wochenende. Ein verlängertes Wochenende kann sich auch durch einen Brückentag ergeben. So fällt z. B. Christi Himmelfahrt immer auf einen Donnerstag (39 Tage nach dem Ostersonntag).

#### Deutschlandweite lange Wochenenden von 2025–2029
Im Folgenden sind bundesweite Feiertage aufgelistet, die in den Jahren 2025–2029 auf einen Montag oder Freitag fallen. Je nach Bundesland können noch weitere Feiertage hinzukommen. Für Feiertage, die auf einen Dienstag oder Donnerstag fallen, siehe den Artikel „Brückentag“.
- 2025: Karfreitag (18.04.) + Ostermontag (21.04.), Pfingstmontag (09.06), Tag der Deutschen Einheit (03.10., Freitag), 2. Weihnachtsfeiertag

(26.12., Freitag)
- 2026: Karfreitag (03.04.) + Ostermontag (06.04.), Tag der Arbeit (01.05., Freitag), Pfingstmontag (25.05.), 1. Weihnachtsfeiertag

(25.12., Freitag)
- 2027: Neujahr (01.01., Freitag), Karfreitag (26.03.) + Ostermontag (29.03.), Pfingstmontag (17.05.)
- 2028: Karfreitag (14.04.) + Ostermontag (17.04.), Tag der Arbeit (01.05., Montag), Pfingstmontag (05.06.), 1. Weihnachtsfeiertag (25.12., Montag)
- 2029: Neujahr (01.01., Montag), Karfreitag (30.03.) + Ostermontag (02.04.), Pfingstmontag (21.05.)

## Auf Wochenenden verschobene Ereignisse

### Wahlen
In vielen Ländern werden Wahlen oder Volksabstimmungen am Wochenende abgehalten, damit so viele Leute wie möglich ihre Stimme abgeben können. An einem Samstag wählt man zum Beispiel in Tschechien, der Slowakei, Lettland, Malta, Taiwan, Singapur, Australien und Neuseeland. Die meisten Länder der Welt wählen an einem Sonntag, beispielsweise Deutschland, Frankreich, Österreich und die Schweiz. Bemerkenswerte Ausnahmen sind Kanada (Montag), die USA (Dienstag) und Großbritannien (Donnerstag).

### Zeitumstellung
In der Europäischen Union und den weiteren Ländern, in denen die gemeinsame europäische Sommerzeitregelung gilt, erfolgt die Umstellung von der Normal- auf die Sommerzeit und zurück immer in der Nacht von einem Samstag auf einen Sonntag. Dabei wird in den Ländern, die zur Mitteleuropäischen Zeitzone gehören, am letzten Sonntag im März von 2 Uhr (Mitteleuropäische Zeit, MEZ) auf 3 Uhr (Mitteleuropäische Sommerzeit, MESZ) vorgestellt und am letzten Sonntag im Oktober von 3 Uhr (MESZ) auf 2 Uhr (MEZ) zurückgestellt.

#### Anfang und Ende der gemeinsamen europäischen Sommerzeit 2025–2029
- 2025: 30.03 – 26.10.
- 2026: 29.03 – 25.10.
- 2027: 28.03 – 31.10.
- 2028: 26.03 – 29.10.
- 2029: 25.03 – 28.10.